# Hendrik Bertz
Hendrik Bertz (Berlín, 21 de septiembre de 1988) es un deportista alemán que compitió en piragüismo en la modalidad de aguas tranquilas. Ganó una medalla de bronce en el Campeonato Mundial de Piragüismo de 2009 y dos medallas en el Campeonato Europeo de Piragüismo, oro en 2010 y bronce en 2009.

## Palmarés internacional
| Campeonato Mundial | Campeonato Mundial     | Campeonato Mundial | Campeonato Mundial |
| Año                | Lugar                  | Medalla            | Competición        |
| ------------------ | ---------------------- | ------------------ | ------------------ |
| 2009               | Dartmouth (Canadá)     | Medalla de bronce  | K2 500 m           |
| Campeonato Europeo |                        |                    |                    |
| Año                | Lugar                  | Medalla            | Competición        |
| 2009               | Brandeburgo (Alemania) | Medalla de bronce  | K2 500 m           |
| 2010               | Corvera (España)       | Medalla de oro     | K4 1000 m          |